# علاقات قبرص الخارجية
قبرص هي دولة عضو في الأمم المتحدة، وتنتمي إلى معظم هيئاتها، بالإضافة إلى دول الكومنولث، والبنك الدولي، وصندوق النقد الدولي، ومجلس أوروبا. بالإضافة إلى ذلك، وقعت الدولة على الاتفاقية العامة للتعرفة الجمركية والتجارة (جات) واتفاقية وكالة ضمان الاستثمار متعدد الأطراف (ميغا). وأصبحت قبرص عضوًا في الاتحاد الأوروبي منذ عام 2004 وفي النصف الثاني من عام 2012 شغلت رئاسة مجلس الاتحاد الأوروبي.

## عدم الانحياز
اتبعت قبرص تاريخيًا سياسة خارجية غير منحازة، على الرغم من أنها تتماهى بشكل متزايد مع الغرب في صلاتها الثقافية وأنماطها التجارية، وتحافظ على علاقات وثيقة مع الاتحاد الأوروبي واليونان وأرمينيا ولبنان وروسيا.
كان المنشئ الرئيسي لعدم الانحياز القبرصي رئيس أساقفة قبرص مكاريوس الثالث، أول رئيس لجمهورية قبرص المستقلة (1960-1977). وقبل الاستقلال كان مكاريوس - بحكم منصبه رئيس أساقفة قبرص ورئيس الكنيسة القبرصية الأرثوذكسية – هو قائد القبارصة اليونانيين، أو الزعيم الفعلي للمجتمع. وكان شخصية مؤثرة للغاية قبل الاستقلال بفترة طويلة، شارك في مؤتمر باندونغ عام 1955. وبعد الاستقلال شارك مكاريوس في الاجتماع التأسيسي لحركة عدم الانحياز عام 1961 في بلغراد.
قد تكمن أسباب هذا الحياد في الضغوط الشديدة التي مورست على الجمهورية الوليدة من قبل جيرانها الأكبر، تركيا واليونان. وربما تكون المنافسات الطائفية والحركات من أجل الاتحاد مع اليونان أو الاتحاد الجزئي مع تركيا قد أقنعت ماكاريوس بالابتعاد عن الارتباط الوثيق بأي من الجانبين. لذا أصبحت قبرص عضوًا بارزًا في حركة عدم الانحياز واحتفظت بعضويتها حتى انضمامها إلى الاتحاد الأوروبي في عام 2004. وعلى المستوى غير الحكومي كانت قبرص أيضًا عضوًا في الامتداد الشعبي لحركة عدم الانحياز، وهي منظمة تضامن الشعوب الأفرو آسيوية التي تستضيف العديد من الاجتماعات رفيعة المستوى.
بعد الانقلاب الذي رعته اليونان عام 1974 مباشرة والغزو التركي، حصل مكاريوس على اعتراف دولي بإدارته كحكومة شرعية للجزيرة بأكملها. وكان هذا الوضع غير مقبول من طرف تركيا فقط، التي تعترف حاليًا بجمهورية قبرص الشمالية التركية وحدها، والتي تأسست عام 1983.
منذ أزمة عام 1974 كان الهدف الرئيسي للسياسة الخارجية لجمهورية قبرص هو تأمين انسحاب القوات التركية وإعادة توحيد الجزيرة في ظل أفضل تسوية دستورية وإقليمية ممكنة. وقد جرت متابعة هذه الحملة بشكل أساسي من خلال المنتديات الدولية مثل الأمم المتحدة وحركة عدم الانحياز، وفي السنوات الأخيرة من خلال الاتحاد الأوروبي.

## العلاقات الثنائية

### أفريقيا
| الدولة            | بداية العلاقات الرسمية                                                                | ملاحظات |
| الجزائر           | 3 أبريل 1979                                                                          | - الجزائر ممثلة في قبرص من خلال سفارتها في بيروت (لبنان). - قبرص ممثلة في الجزائر من خلال سفارتها في باريس (فرنسا). - كلا البلدين عضو كامل العضوية في الاتحاد من أجل المتوسط. العلاقات طبيعية |
| بوتسوانا          | 22 فبراير 2005                                                                        | بدأت العلاقات الدبلوماسية بين بوتسوانا وقبرص في 22 فبراير عام 2005 |
| بوروندي           |                                                                                       | - تمثل بوروندي في قبرص عبر سفارتها في جنيف والقنصلية الفخرية في نيقوسيا. - تمثل قبرص في بوروندي عبر سفارتها في الدوحة والقنصلية الفخرية في بوجومبورا. - كلا البلدين عضو كامل العضوية في المنظمة الدولية للناطقين بالفرنسية. |
| الرأس الأخضر      | 31 مايو 2000                                                                          | بدأت العلاقات الدبلوماسية بين البلدين في 31 مايو عام 2000 |
| جزر القمر         |                                                                                       | تمثل قبرص في جزر القمر عبر سفارتها في بريتوريا |
| مصر               | 30 سبتمبر 1960، قطعت العلاقات الدبلوماسية في 21 فبراير 1978، واستعيدت في 30 مايو 1984 | - لدى قبرص سفارة في القاهرة. - لدى مصر سفارة في نيقوسيا. مصر حليف وثيق لقبرص تشترك معها في حقل نفط. غزت مصر قبرص عدة مرات في كل من العصور القديمة والوسطى والحديثة وقد حكمها المصريون خلال فترات عديدة ما أضاف أسس الثقافة المصرية للثقافة المحلية ودعم زيادة العلاقة بين البلدين لعصور عديدة، توترت العلاقة بين البلدين أيضًا في فبراير 1978 عندما أطلق رجال الحرس الوطني القبرصي النار على القوات المصرية في مطار لارنكا الدولي عندما حاولت القوات التدخل في أزمة الرهائن. |
| إسواتيني          |                                                                                       | - قبرص ممثلة في سوازيلاند عبر المفوضية العليا في بريتوريا، جنوب أفريقيا والقنصلية الفخرية في مبابان. - سوازيلاند ممثلة في قبرص عبر المفوضية العليا في لندن. - كلا البلدين عضو كامل العضوية في دول الكومنولث. |
| غامبيا            | 8 ديسمبر 2000                                                                         | بدأت العلاقات الدبلوماسية بين البلدين في 8 ديسمبر عام 2000 |
| غينيا بيساو       | 20 مايو 2008                                                                          | تقيم قبرص وغينيا بيساو علاقات دبلوماسية |
| ليسوتو            | 25 فبراير 2004                                                                        | - أقام كلا البلدين علاقات دبلوماسية في 25 فبراير 2004. - قبرص ممثلة في ليسوتو من خلال سفارتها في بريتوريا، جنوب أفريقيا. - تمثل ليسوتو في قبرص من خلال الاعتماد الموازي لسفارتها في لندن. - كلا البلدين عضو كامل العضوية في دول الكومنولث. |
| ليبيا             | 8 نوفمبر 1973                                                                         | - قبرص معتمدة لدى ليبيا من وزارة الخارجية في نيقوسيا. - ليبيا لديها سفارة في نيقوسيا. - الشؤون الخارجية القبرصية: قائمة المعاهدات الثنائية مع ليبيا |
| مدغشقر            |                                                                                       | - قبرص ممثلة في مدغشقر من خلال سفارتها في بريتوريا، جنوب أفريقيا. - قبرص لديها أيضا قنصلية فخرية في أنتاناناريفو. |
| مالاوي            | 22 يونيو 2000                                                                         | - أقام كلا البلدين علاقات دبلوماسية في 22 يونيو عام 2000. - كلا البلدين عضو كامل العضوية في دول الكومنولث. |
| موريتانيا         |                                                                                       | - قبرص ممثلة في موريتانيا من خلال سفارتها في طرابلس. - موريتانيا ممثلة في قبرص من خلال سفارتها في روما. |
| موريشيوس          | 1 فبراير 2001                                                                         | - كلا البلدين عضوان في دول الكومنولث. - قائمة الاتفاقات الثنائية. - قبرص ممثلة في موريشيوس من خلال المفوضية العليا في بريتوريا، جنوب أفريقيا. |
| المغرب            | 1979                                                                                  | - قبرص ممثلة في المغرب من خلال سفارتها في لشبونة (البرتغال). - المغرب ممثل في قبرص من خلال سفارته في أثينا (اليونان) ومن خلال قنصليتين فخريتين في لارنكا ولاتسيا. - كلا البلدين عضو كامل العضوية في الاتحاد من أجل المتوسط. |
| ناميبيا           |                                                                                       | - قبرص ممثلة في ناميبيا من خلال المفوضية العليا في بريتوريا، جنوب أفريقيا. - ناميبيا ممثلة في قبرص من خلال المفوضية العليا في لندن بالمملكة المتحدة والقنصلية الفخرية في أثينا. - كلا البلدين عضو كامل العضوية في دول الكومنولث. |
| ساو تومي وبرينسيب | 7 نوفمبر 2000                                                                         | بدأت العلاقات الدبلوماسية بين البلدين في 7 نوفمبر عام 2000 |
| سيراليون          | 22 نوفمبر 2000                                                                        | بدأت العلاقات الدبلوماسية بين البلدين في 22 نوفمبر عام 2000 |
| سيشل              | 1 يوليو 1976                                                                          | - كلا البلدين عضوان في دول الكومنولث - قائمة الاتفاقات الثنائية. - قبرص ممثلة في سيشيل من خلال سفارتها في مسقط، عمان. - سيشل ممثلة في قبرص من خلال المفوضية العليا في لندن بالمملكة المتحدة. |
| جنوب أفريقيا      | 10 ديسمبر 1993                                                                        | - أقام كلا البلدين علاقات دبلوماسية في 10 ديسمبر عام 1993. - قبرص لديها مفوضية عليا في بريتوريا. - جنوب أفريقيا ممثلة في قبرص من خلال سفارتها في أثينا، اليونان. - كلا البلدين عضو كامل العضوية في دول الكومنولث. |
| توغو              | 24 سبتمبر 2015                                                                        | قبرص ممثلة في توغو عبر سفارتها في باريس، فرنسا. |
| تونس              | 5 نوفمبر 1999                                                                         | - قبرص ممثلة في تونس من خلال سفارتها في باريس (فرنسا). - تونس ممثلة في قبرص من خلال سفارتها في روما (إيطاليا) والقنصلية الفخرية في لارنكا. - كلا البلدين عضو كامل العضوية في الاتحاد من أجل المتوسط. - وزارة الخارجية التونسية حول العلاقات مع قبرص (بالفرنسية فقط) |

== المراجع ==